# کی‌پی مدیا
کی‌پی مدیا (انگلیسی: KP Media) شرکت رسانه‌ای اوکراینی است، که در سال ۱۹۹۵ تأسیس شد.